# 銀絲卷

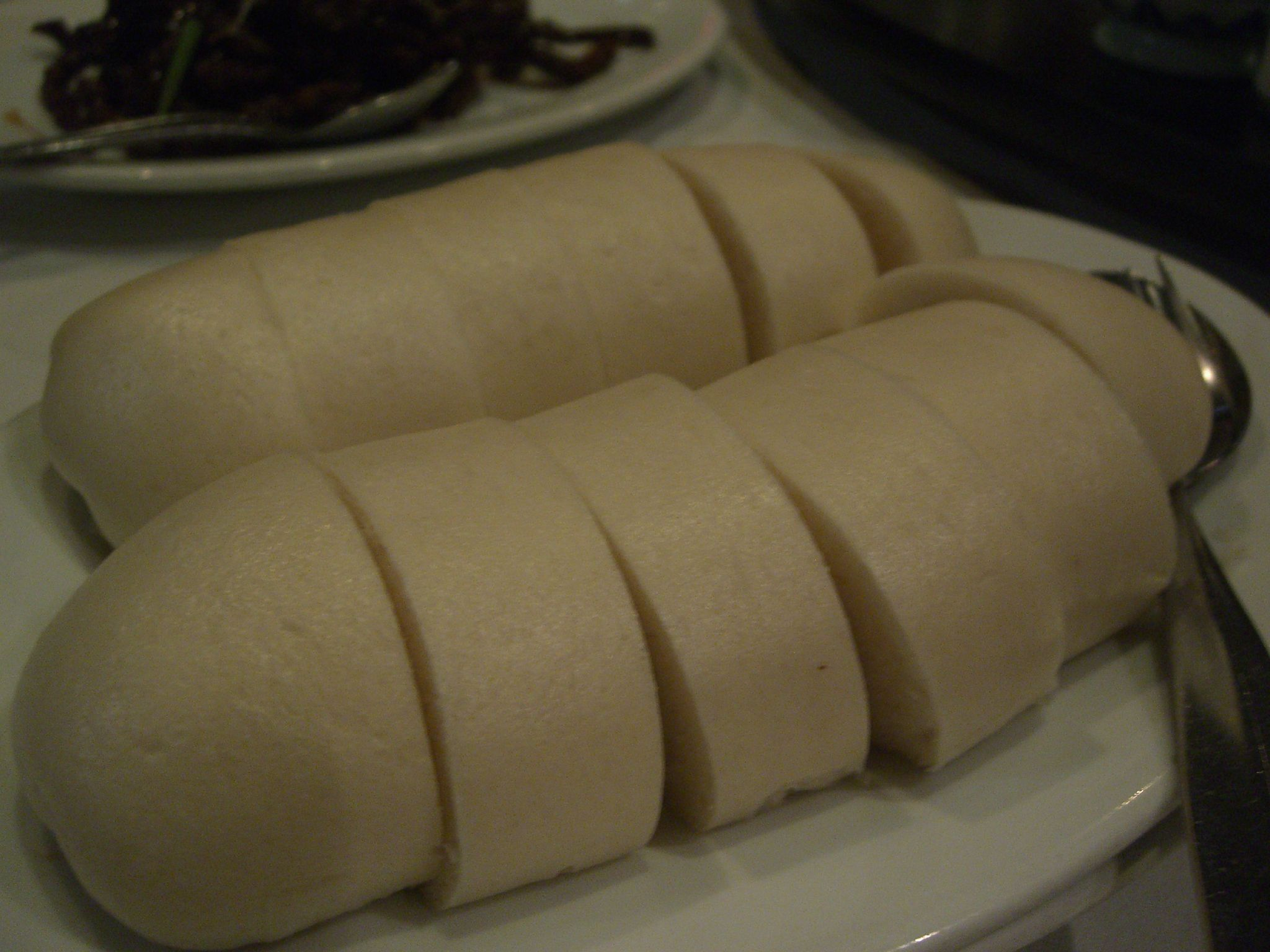
銀絲卷

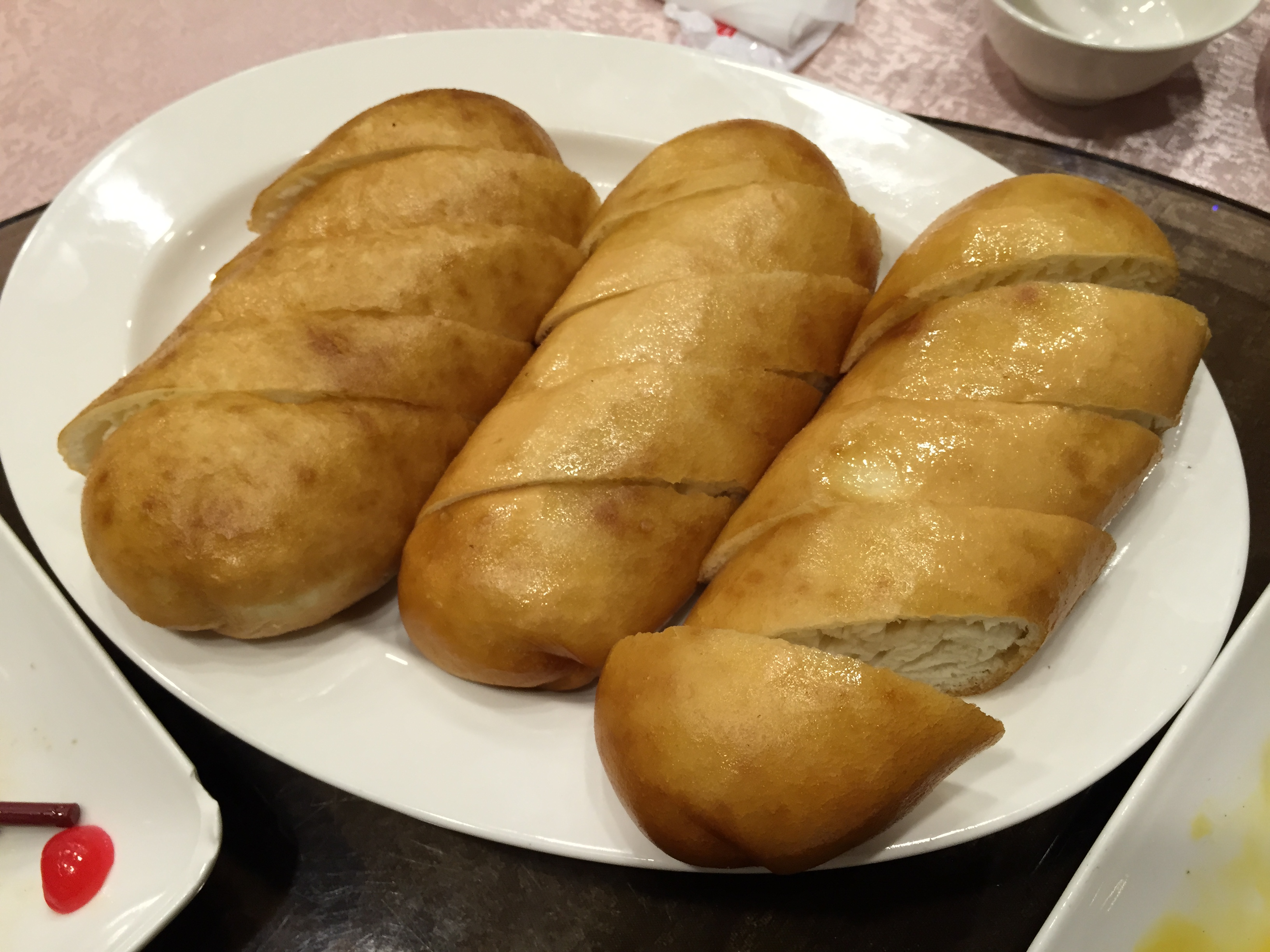
炸銀絲卷

銀絲卷是流行于北京和天津的麵点，发源于鲁菜孔府菜派。在廣東、香港和澳門地區的京滬菜館也很常見。做法是將甜麵糰如做拉麵一樣，重複由粗條拉成細絲。再於細絲上掃一層油，成为銀絲。銀絲切段包入麵皮內上锅蒸好。另在银丝卷蒸好後，可再烤或炸。